# Sant'Angelo di Piove di Sacco
Sant'Angelo di Piove di Sacco é uma comuna italiana da região do Vêneto, província de Pádua, com cerca de 6.665 habitantes. Estende-se por uma área de 13 km², tendo uma densidade populacional de 513 hab/km². Faz fronteira com Brugine, Campolongo Maggiore (VE), Fossò (VE), Legnaro, Piove di Sacco, Saonara, Vigonovo (VE).

## Demografia
| Variação demográfica do município entre 1861 e 2011                               |
|                                                                                   |
| Fonte: Istituto Nazionale di Statistica (ISTAT) - Elaboração gráfica da Wikipedia |